# Friedrich Glück

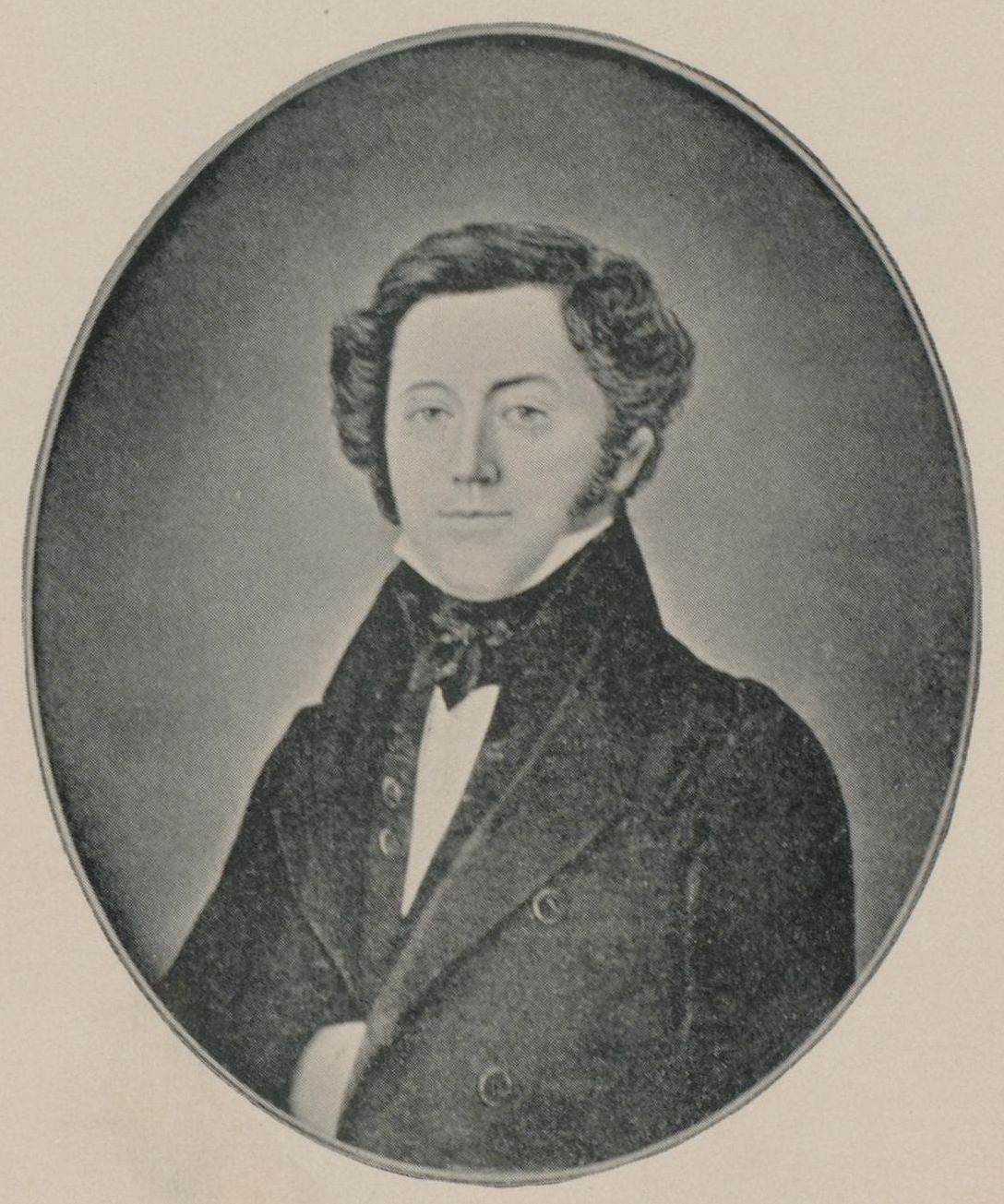
Friedrich Glück

Johann Ludwig Friedrich Glück  (* 23. September 1793 in Oberensingen; † 1. Oktober 1840 in Schornbach) war ein deutscher Pfarrer und Komponist.
Friedrich Glück wurde in Oberensingen (heute ein Stadtteil von Nürtingen) als Sohn des örtlichen Pfarrers Jakob Johann Glück geboren. Er besuchte die Klosterschule in Maulbronn und von 1809 bis 1813 das Tübinger Stift. Schon im Stift entdeckte Glück seine Liebe zur Musik. Zusammen mit drei Freunden bildete er ein Gesangsquartett, für das Glück die Melodien meist selbst schrieb. Nach Abschluss des Studiums unternahmen die vier Freunde eine Reise nach Italien, die Kosten wollten sie mit Liedvorträgen verdienen. 

## Bekannte Werke
Für diese Reise schrieb Glück die später weitbekannte und namentlich in der Schweiz beliebt gewordene Volksliedweise „Herz, mein Herz, warum so traurig? - des Schweizers Heimweh“. Auf ihrer Italienreise feierten die vier Freunde große Erfolge.
1814 entdeckte er im Tübinger Stift in Kerners „Deutscher Dichterwald“, einem Almanach aus dem Jahr 1813, den Text zu Eichendorffs „Mühlenlied“, dort schlicht mit „Lied“ überschrieben. Glück komponierte die Musik zu diesem Text, es entstand das heute weltbekannte und beliebte Volkslied In einem kühlen Grunde. Ein dritter großer Wurf von europäischer Berühmtheit gelang Glück mit der Ballade Bertrands Abschied. Mit dieser Ballade ist er auch in Frankreich berühmt geworden.

## Berufliche Stationen
Beruflich war Friedrich Glück nach seiner Vikariatszeit 1818 als Pfarrer in Aichtal-Neuenhaus tätig, 1825 wurde er Garnisonspfarrer auf dem Hohenasperg, dann 1829 Pfarrer in Schornbach (heute ein Stadtteil von Schorndorf). 1840 starb Glück in seinem Pfarrhaus in Schornbach.
In diesem Pfarrhaus wurde später im Eingangsflur eine Friedrich-Glück-Gedenkstätte mit einer dokumentarischen Ausstellung über das Leben und Werk des Dichters und Komponisten eingerichtet. Die Stadt Nürtingen hat im Stadtteil Oberensingen eine Grundschule und eine Straße nach Friedrich Glück benannt.